# Gewölbeanfänger

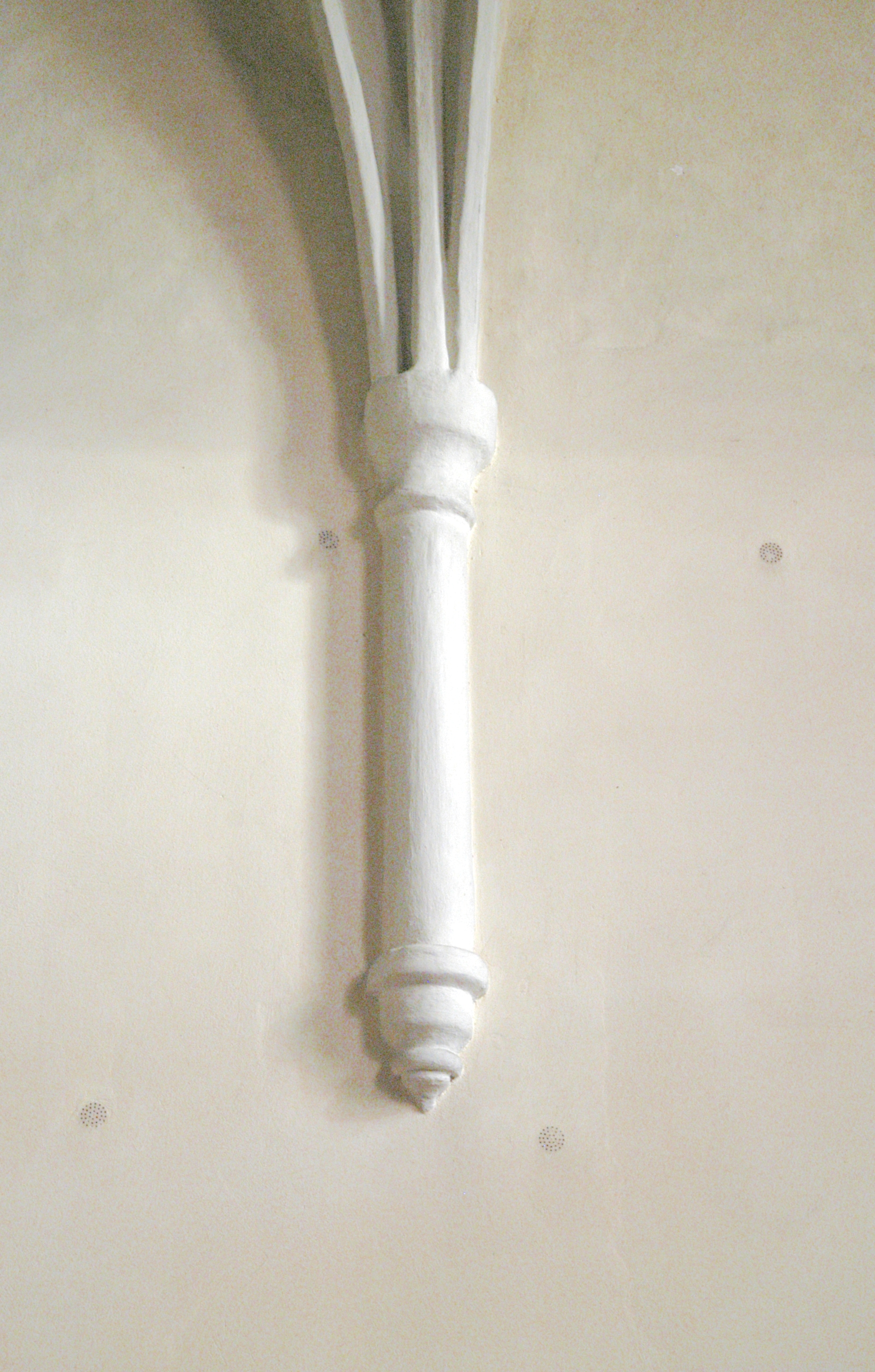
Gewölbeanfänger auf halbrundem Dienst über Konsole

Als Gewölbeanfänger, Gewölberippenanfänger oder Rippenanfänger wird in der Architektur jener Bereich bezeichnet, der bei einem Rippengewölbe den Übergang zwischen der Wand und der frei den Raum überspannenden Gewölbekonstruktion bildet.
Der Gewölbeanfänger ist der erste zur Krümmung überleitende Stein über dem Kämpfer eines Gewölbes, in dem sich die einzelnen Rippenprofile sammeln. Bei einem Tonnengewölbe ohne Rippen entspricht das dem Bogenanfänger.
Im Normalfall werden beim Bau zunächst die Umfassungsmauern bis zur Traufe hochgezogen und die Dachkonstruktion aufgesetzt. Erst dann werden die Gewölbe über Lehrgerüsten oder freitragend „eingehängt“. Dabei kann es wegen eines größeren Zeitraumes zwischen Versetzen des Gewölbeanfängers und der Schließung des Gewölbes zu zeitstilistisch bedingtem Profilwechsel und zu einem Materialwechsel zwischen der Steinmetzarbeit des Gewölbeanfängers und der leichteren Gewölbekonstruktion mit Rippen aus gebranntem Ton kommen.